# Campeonato de España de Ciclismo en Ruta 2004
El CIII Campeonato de España de Ciclismo en Ruta  se celebró el 27 de junio de 2004 en Cantabria sobre 228 km, entre Santander y el Parque de Cabárceno. Finalizaron la prueba 104 ciclistas.
El ganador de la prueba fue Francisco Mancebo, que consiguió imponerse en solitario. Por detrás entró un grupo de nueve ciclistas comandado por Alejandro Valverde. Mientras que Paco Lara se hizo con la tercera plaza tras superar a ilustres del pelotón como Miguel Ángel Martín Perdiguero, Samuel Sánchez o Joaquim Rodríguez. 

## Clasificación
| \| 1. \| \| Francisco Mancebo \| Illes Balears-Banesto \| 5h 18' 13" \| \| 2 \| \| Alejandro Valverde \| Comunidad Valencia-Kelme \| + 6" \| \| 3. \| \| Paco Lara \| Costa de Almería-Paternina \| m.t. \| \| 4. \| \| Miguel Ángel Martín Perdiguero \| Saunier Duval \| m.t. \| \| 5. \| \| David Etxebarria \| Euskaltel-Euskadi \| m.t. \| \| 6. \| \| Samuel Sánchez \| Euskaltel-Euskadi \| m.t. \| \| 7. \| \| Joaquim Rodríguez \| Saunier Duval \| m.t. \| \| 8. \| \| David Herrero \| Costa de Almería-Paternina \| m.t. \| \| 9. \| \| José Iván Gutiérrez \| Illes Balears-Banesto \| m.t. \| \| 10. \| \| Ángel Vicioso \| Liberty Seguros \| m.t. \| |  |                                |                            |            |
| 1. |  | Francisco Mancebo              | Illes Balears-Banesto      | 5h 18' 13" |
| 2 |  | Alejandro Valverde             | Comunidad Valencia-Kelme   | + 6"       |
| 3. |  | Paco Lara                      | Costa de Almería-Paternina | m.t.       |
| 4. |  | Miguel Ángel Martín Perdiguero | Saunier Duval              | m.t.       |
| 5. |  | David Etxebarria               | Euskaltel-Euskadi          | m.t.       |
| 6. |  | Samuel Sánchez                 | Euskaltel-Euskadi          | m.t.       |
| 7. |  | Joaquim Rodríguez              | Saunier Duval              | m.t.       |
| 8. |  | David Herrero                  | Costa de Almería-Paternina | m.t.       |
| 9. |  | José Iván Gutiérrez            | Illes Balears-Banesto      | m.t.       |
| 10. |  | Ángel Vicioso                  | Liberty Seguros            | m.t.       |